# طوهي شرقي
طوهي شرقي أو الشونغ (الاسم العلمي: Pipilo erythrophthalmus) (بالإنجليزية: Eastern Towhee)‏ أو (بالإنجليزية: Chewink)‏ هو نوع من الطيور يتبع جنس الطوهي من فصيلة الدُرسات.